# Тау
Τ, τ (название: тау, греч. ταυ, др.-греч. ταῦ) — 19-я буква греческого алфавита. В системе греческой алфавитной записи чисел имеет числовое значение 300. Происходит от финикийской буквы 𐤕 — тав. От буквы тау произошли латинская буква T и кириллическая Т. В греческом языке тау передаёт звук [t].
Новогреческое название — таф (греч. ταυ [taf]).

## Использование
Буква τ, как и другие греческие буквы, традиционно используется для обозначения звёзд в созвездиях. Самая известная из них — Тау Кита.
Также устоявшиеся обозначения, использующие эту букву:
- касательное напряжение в механике сплошных сред;
- время полёта
- функция в теории чисел {\displaystyle \tau (n)} — количество делителей числа n;
- характеристическое время;
- время релаксации;
- химический сдвиг (ядерный магнитный резонанс);
- тау-лептон;
- отношение длины окружности к её радиусу;
- станционный интервал в эксплуатации железных дорог;
- время прохождения радиосигнала от спутника к приёмнику в спутниковом позиционировании;
- скорость протекания переходного процесса;
- среднее время свободного пробега носителей в полупроводниках;
- задержка чего-либо (тау задержки).